# Radio Free Asia
Radio Free Asia (RFA) és un servei de notícies privat sense ànim de lucre finançat pel govern dels Estats Units que emet programes de ràdio, notícies, informació per al seu públic d'Àsia. El servei, que proporciona informes editorialment independents, té la missió de proporcionar informes precisos i sense censura als països d'Àsia que considera que tenen entorns mediàtics pobres limitacions a la llibertat de premsa i a la llibertat d'expressió.
Basat en Radio Free Europe/Radio Liberty, es va establir per la Llei de radiodifusió internacional de 1994 amb l'objectiu declarat de "promoure els valors democràtics i els drets humans ", i contrarestar la narrativa del Partit Comunista Xinès, a més de proporcionar informes als mitjans sobre el govern de Corea del Nord. Està finançat i supervisat per l'Agència dels Estats Units per als Mitjans Globals (abans Broadcasting Board of Governors), una agència independent del govern dels Estats Units.
La RFA distribueix contingut en deu idiomes asiàtics per a audiències de la Xina, Corea del Nord, Laos, Cambodja, Vietnam i Myanmar. The Economist i The New York Times han elogiat RFA per informar sobre la persecució dels uigurs per part del govern xinès.

## Emissions
| Informació d'emissió (Canals 1, 2, 3, 4) | Informació d'emissió (Canals 1, 2, 3, 4) | Informació d'emissió (Canals 1, 2, 3, 4) | Informació d'emissió (Canals 1, 2, 3, 4) |
| Idioma                                   | Públic objectiu                          | Inici                                    | Horari d'emissió                         |
| ---------------------------------------- | ---------------------------------------- | ---------------------------------------- | ---------------------------------------- |
| mandarí                                  | Xina                                     | setembre de 1996                         | 24 hores, diari ÷ més de 3 canals        |
| tibetà                                   | Regió Autònoma del Tibet Qinghai         | desembre de 1996                         | 23 hores, diari, 1 cap                   |
| birmà                                    | Myanmar                                  | febrer de 1997                           | 8 hores, diàries ÷ més de 3 canals       |
| vietnamita                               | Vietnam                                  | febrer de 1997                           | 8 hores, diàries ÷ més de 2 canals       |
| coreà                                    | Corea del Nord                           | març de 1997                             | 9 hores, diàries, 1 cap                  |
| Cantonès                                 | Guangdong Guangxi Hong Kong Macau        | maig de 1998                             | 7 hores, diàries ÷ més de 2 canals       |
| Laosià                                   | Laos                                     | Agost de 1997                            | 5 hores, diàries, 1 cap                  |
| Khmer                                    | Cambodja                                 | setembre de 1997                         | 5 hores, diàries, 1 cap                  |
| Uigur                                    | Xinjiang                                 | desembre de 1998                         | 6 hores, diàries, 1 cap                  |